# Hendricus Gerardus van de Sande Bakhuyzen
Ne pas confondre avec le peintre animalier Hendrik van de Sande Bakhuyzen (1795-1860).
Pour les articles homonymes, voir Bakhuysen.
Hendricus Gerardus van de Sande Bakhuyzen, né le 2 avril 1838 à La Haye et mort le 8 janvier 1923 à Leyde, est un astronome néerlandais. Son nom de famille, van de Sande Bakhuyzen, est parfois présenté à tort comme Backhuyzen ou Bakhuysen. Son prénom est parfois présenté sous le nom de Hendrik Gerard.

## Biographie
Il est né le 2 avril 1838 à La Haye. Enregistré à l'université de Leyde, il est sous l'influence de l'astronome Frederik Kaiser.
Après avoir obtenu son diplôme, il a été un professeur d'école secondaire de 1864-1867, au cours de laquelle il a écrit un manuel très réussi sur la mécanique. En 1867, il est devenu un professeur au collège technique de Delft.
van de Sande Bakhuyzen à l'Observatoire de Leyde en 1908.
Il est devenu directeur de l'observatoire de Leyde en 1872 à la mort de Frederik Kaiser. Il a pris sa retraite en 1908. Van de Sande Bakhuyzen devint membre de l'Académie royale néerlandaise des arts et des sciences en 1872.
Il a choisi de se concentrer sur l'astronomie fondamentale plutôt que sur le nouveau domaine de la spectroscopie. Il a principalement travaillé sur l'observation des astéroïdes, mais a également prouvé le lien entre une pluie de météores le 27 novembre et la comète 3D/Biela. Il a également travaillé sur la géodésie.
Il a édité et publié les dessins martiens de Johann Hieronymus Schröter en 1881, longtemps après la mort de ce dernier.
Il épousa Geertruida van Vollenhoven, décédée en 1910. Ils ont eu deux filles et un fils, Adriaan, qui sera maire de Leyde de 1927 à 1941.
Son frère Ernest-Frederich van de Sande Bakhuyzen était aussi un astronome qui travaillait à l'Observatoire de Leyde.
Le cratère Bakhuysen (avec un "s") sur Mars porte son nom.

## Distinctions
- Commandeur de l'ordre du Lion néerlandais